# Piuí oriental
El piuí oriental (Contopus virens) és un ocell de la família dels tirànids (Tyrannidae).

## Hàbitat i distribució
Contopus virens. Habita el bosc decidu i mixt, clars, bosc obert i ciutats, des del sud de Saskatchewan, sud de Manitoba, oest i sud d'Ontario, sud de Quebec, Nova Brunswick, i Nova Escòcia cap al sud fins al sud i l'est de Texas, costa del Golf i centre de Florida.